# Облога Видина (1913)
Облога Видина — битва під час Другої балканської війни, події якої відбувались з 25 по 31 липня 1913, між болгарською та сербською армією.

## Причини битви
Між 5–8 липня 1 Болгарська Армія успішно проводила наступальні дії в глиб територій Сербії, у долині річки Тимок, але неочікуваний вступ Румунії до війни та невдачі на грецькому фронті змусило командування перенести більшу частину сил у район Македонії. Напад румунських сил привів до бунту 9 дивізії піхоти, під час відступу через місто Фердінанд (сьогодні Монтана), після чого вони здалися румунам. У результаті, для протистояння 2 Сербській Армії залишилось лише 7 піхотних рот та невелика кількість ополченців, шістнадцять застарілих артилерійських одиниць та, у загальному, 5 730 осіб. 21 липня 1 Тимоцька дивізія підійшла до гарнізону міста Белоградчик, невелика частина болгарських солдат, яким вдалось вижити, відступили до Видина. Наступного дня місто захопили серби. Одночасно серби блокували всі сухопутні з'єднання з Видином із рештою Болгарії, після чого розпочали наступ на Видин. Близько села Бела Рада відбулась кривава сутичка між наступаючим Сербським військом та групою болгарський розвідників.

## Облога міста
25 липня, Сербська Тимоцька армія (16-21 дивізій, 54 гармат у тому числі гаубиць) під командуванням п-к. Вукоман Арачіч оточили місто. Місто боронили 1 200 солдат регулярних військ, 3 000 ополченців та 16 гармат, у більшості застарілих та з не великою кількістю боєприпасів. Командувачем оборони був генерал Крісто Марінов. 27 липня серби почали обстрілювати місто і фортецю, котра оточувала місто. Триденний обстріл не був занадто ефективним і не завдав великих втрат серед солдат та цивільного населення.

## Штурм фортеці
Ввечері 30 липня, після закінчення обстрілів артилерії сербська піхота напала на західній сектор оборони (між Новоселцями та Смирданом). Того вечора дві атаки сербів було відбито болгарами з допомогою артилерії та кулеметів. Наводнені поля на південній ділянці оборони міста дозволили захисникам перекинути частину військ на центральний напрямок атаки сербів. 31 липня серби атакували з півночі, але атаку було відбито. На контратаку вирушили добровольці з Русе. Коли до Видина дійшла інформація про підписання Бухарестського мирного договору обидві сторони зупинили вогонь, а сербські війська відступили.